# Cinfalva
Cinfalva (németül: Siegendorf, horvátul: Cindrof) mezőváros Ausztriában, Burgenland tartományban, a Kismartoni járásban.

## Fekvése
A soproni határátkelőtől 6 km-re északnyugatra fekszik.

## Története
Területe ősidők óta lakott. Határában bronzkori halomsírok vannak, ahonnan fontos lelet együttes került elő. Közülük a legjelentősebbek egy 64 cm bronzkard, egy lándzsahegy, egy kétélű borotvapenge és egy brosstű volt.
A települést 1244-ben "Peresnye" néven említik először. 1366-ban már állt temploma. A török által 1529-ben és 1532-ben elpusztított faluba a 16. században horvátokat telepítettek be. Kastélya is 16. századi, plébániatemploma 1659-ben épült. 1683-ban újra elpusztította a török, de újjáépítették.
1910-ben 1938, többségben horvát lakosa volt, jelentős német és magyar kisebbséggel. A trianoni békeszerződésig Sopron vármegye Kismartoni járásához tartozott.
2001-ben 2720 lakosából 1340 német, 1210 horvát és 68 magyar lakosa volt.

## Nevezetességei
- Plébániatemploma 1659-ben épült barokk stílusban.
- A településtől 2,5 km-re bronzkori halomsírok találhatók, melyek az i. e. 1200 körüli időből származnak.
- A városháza melletti úgynevezett kastély ma kultúrközpont. Eredetileg egy gazdag földbirtokos reneszánsz villája volt. 1973-óta a város tulajdona. 1975-ben kulturális központtá alakították át. A városi hivatalok is itt működnek.

## Híres emberek
- 1902-ben itt született Takács Jenő zongoraművész, zeneszerző. († 2005)
- 1946-ban itt született Thomas Parits (Tome Parić) válogatott osztrák labdarúgó, edző
- Innen származott Antun Bauer zágrábi érsek családja.